# Mil Mi-4
Mil Mi-4 (rusky Миль Ми-4, v kódovém označení NATO Hound, ohař) je víceúčelový užitkový vrtulník střední hmotnostní kategorie s čtyřlistým nosným rotorem a třílistým tlačným vyrovnávacím rotorem. Prototyp vrtulníku Mi-4 byl v Sovětském svazu vyvíjen na příkaz Josifa Vissarionoviče Stalina od roku 1951. K příkazu sestavit vrtulník střední hmotnostní kategorie jej vedly především úspěchy amerických vrtulníků Sikorsky H-19. Milova konstrukční kancelář dostala na splnění úkolu pouhý rok, a tak již 3. června 1952 vzlétl první prototyp V-12. V prosinci téhož roku započala sériová výroba. Vrtulníky jsou vybaveny čtrnáctiválcovým dvouhvězdicovým motorem Švecov AŠ-82V. Komunistická strana Sovětského svazu povolila v roce 1955 exportovat vrtulníky také do zahraničí. V Sovětském svazu bylo vyrobeno do roku 1966 celkem 3 309 kusů, ale další výroba pokračovala v Čínské lidové republice. Zde bylo mezi lety 1963 až 1979 postaveno dalších 545 licenčních kusů pod označením Harbin Z-5. Čínští konstruktéři následně vyšli z vrtulníku Z-5 a postavili několik kusů vlastních strojů Harbin Z-6, jež se ale neprosadily.
Mezi největší zahraniční odběratele vrtulníků Mi-4 patřila Čínská lidová republika, Indie a také Československo. První vrtulníky doletěly do Československa v roce 1956. Stroje se staly základem leteckého parku Československé lidové armády, kde sloužilo celkově kolem 160 kusů. Další vrtulníky létaly v malém počtu u Leteckého oddílu Ministerstva vnitra a státního podniku Slov-Air. S příchodem modernějších vrtulníků Mil Mi-8 začaly být stroje Mi-4 vyřazovány a k poslednímu letu československého vrtulníku Mi-4 došlo v dubnu 1986. Řada vrtulníků Mi-4 sloužila v různých zemích světa. Oblíbené byly především v zemích Varšavské smlouvy a později také v afrických zemích. Během let se účastnily řady mezinárodních konfliktů, mimo jiné například šestidenní války, okupace Maďarska, invaze vojsk Varšavské smlouvy do Československa, sovětské války v Afghánistánu nebo etiopsko-somálské války. V 80. letech byla většina vrtulníků na světě u konce své životnosti a byly ze služeb armády vyřazovány. Jedinou výjimku tvořily albánské vzdušné síly, kde vrtulníky Mi-4 sloužily až do roku 2004. Od tohoto roku nejsou již nikde na světě v aktivní službě.

## Vývoj
Po druhé světové válce byly ve Spojených státech postaveny úspěšné vrtulníky. Nejprve to byl lehký stroj Sikorsky H-5, nicméně úspěšnějším se stal větší vrtulník Sikorsky H-19. Ten se do sériové výroby dostal v roce 1950 a osvědčil se při nasazení v misích USAF, a to především v korejské válce. Také v Sovětském svazu bylo vytvořeno několik typů vrtulníků, ale jednalo se o menší a méně výkonné stroje. Velení sovětského letectva a také výsadkových vojsk požádalo konstruktéry o návrh stroje s nosností převyšující zahraniční konkurenty. Nad projekty výkonnějších strojů začali pracoval Michail Mil a Nikolaj Kamov. Ve vládě zodpovědnost za rozvoj vrtulníků převzal její místopředseda Lavrentij Berija.
Koncem září 1951 proběhla porada v Kremlu za účasti velení letectva a konstruktérů Michaila Mila, Nikolaje Kamova, Ivana Bratuchina, Sergeje Iljušina, Andreje Tupoleva a Alexandra Jakovleva. Zkušenosti se stavbou vrtulníků měli Mil, Kamov, Jakovlev a Bratuchin. Mil sestavil první sériově vyráběný vrtulník v Sovětském svazu, a to stroj Mil Mi-1, Kamov již dříve vyrobil stroje Kamov Ka-8 a Kamov Ka-10 a Jakovlev měl za sebou zkoušky prototypů Jakovlev Jak-100 a Jakovlev Jak-M11FR-1. Iljušin a Tupolev se odmítli zapojit do konstrukce vrtulníků s odkazem na cizost problematiky a přetíženost konstruktérů. Mil předložil svůj projekt dvanáctimístného vrtulníku, Kamov návrh těžkého vrtulníku Ka-14-2, ale po sdělení termínu – jeden rok – úkol odmítl jako nesplnitelný. Poté se ke konstrukci těžkého stroje zavázal Jakovlev. Druhý den pokračovala porada za vedení Beriji už jen s Milem, Jakovlevem a jejich spolupracovníky. Její výsledky 5. října 1951 formalizovalo usnesení vlády které mimo jiné stanovilo i požadavky na budoucí Mi-4, tehdy značený V-12 (nebo také VD-12): schopnost převést 12 výsadkářů, nebo polní dělo ráže 57 či 76 mm, nebo automobil GAZ 67 či GAZ 69. Celková nosnost měla být 1 200 kg v základní variantě a 1 600 kg v nákladní. Jakovlev měl postavit těžký dvoumotorový stroj s dvojnásobnou nosností (24 výsadkářů nebo 2 400 kg nákladu).
Vývoj vrtulníku probíhal v moskevském satelitním městě Ljubercy, kde sídlila Milova konstrukční kancelář OKB-4 a jeho výrobní závod, zatímco sériová výroba se plánovala do Saratova. Při vývoji se vycházelo především z konstrukce vrtulníku Mi-1. Existovalo několik variant, podle kterých měl být vrtulník zkonstruován. Jako jedno z možných řešení se uvažovalo o použití jednoho nebo také dvou motorů Švecov AŠ-62, které byly používány u dvouplošníků Antonov An-2. O využití motorů AŠ-62 uvažoval Mil na konci 40. let, kdy plánoval zkonstruovat vícemístný vrtulník těžší konstrukce, konstruktérům motoru se však AŠ-62 nepodařilo upravit pro vrtulník. V případě jednoho motoru byla uvažována maximální vzletová hmotnost až na 4 200 kg, u dvoumotorové verze se uvažovalo o vzletové hmotnosti 6 200 kg. Nakonec se konstruktéři rozhodli osadit vrtulník jedním čtrnáctiválcovým hvězdicovým motorem Švecov AŠ-82, který byl známý z letounů Lavočkin La-7 nebo Iljušin Il-14. Kvůli chlazení byl motor doplněn axiálním ventilátorem. Výrobce motorů Švecov dodal Milově konstrukční kanceláři také hlavní reduktor R-5. Na jeho konstrukci se podíleli především A. K. Kotikov a V. T. Korecký. Motor byl u vrtulníku Mi-4 umístěn do přídě, protože umístění do nákladové kabiny by neumožňovalo mít dostatečný prostor pro osádku nebo náklad. Rovněž umístění motoru nad kabinu nebylo vhodné, neboť vrtulník by byl příliš vysoký. Tato konstrukce vrtulníku byla svým vzhledem nápadně podobná americkému vrtulníku Sikorsky H-19. Konstruktéři sestrojili také novou cykliku a provedli další konstrukční úpravy. Jako velký problém se ukázal systém řízení vrtulníku, který nebyl schopen pracovat bez posilovačů. Stroje Mi-4 tak byly osazeny hydraulickými posilovači řízení a staly se prvními sovětskými vrtulníky s posilovači vůbec.
Na výrobě makety a následně prvního prototypu pracovali konstruktéři až 16 hodin denně, a to i během víkendů a svátků. Maketa V-12 ve skutečné velikosti byla dokončena na konci roku 1951. Po prvních zkouškách v aerodynamickém tunelu byly pozměněny některé části stroje a došlo také k úpravám trupu. V březnu 1952 byla dokončena technická specifikace, která vedla ke stavbě prvního skutečného létajícího prototypu.

### První lety

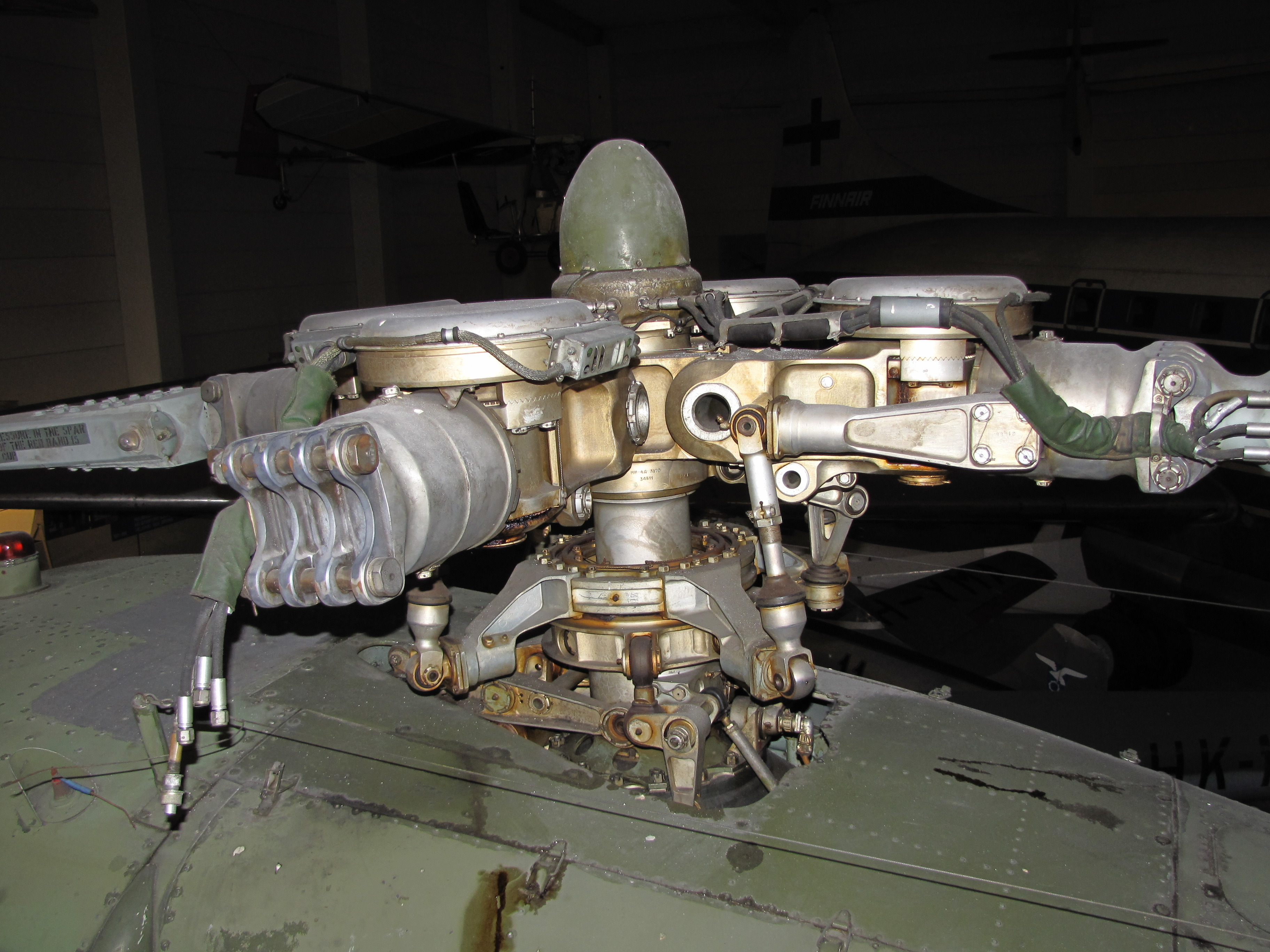
Rotorová hlava stroje Mi-4

Pozemní zkoušky nového prototypu V-12 započaly 30. dubna 1952. Různí piloti při nich testovali ovládací a řídicí systému stroje. Počáteční testy prokázaly celou řadu nedostatků, na kterých bylo potřeba dále pracovat. Při zkouškách se spuštěným hlavním rotorem se jeho listy málem dotýkaly ocasního nosníku a hrozilo tak poškození celého prototypu. Další nedostatky byly odstraňovány až do léta roku 1952. Poprvé se stroj V-12 od země odpoutal 3. června 1952 s pilotem Vsevolodem Vladimirovičem Vinickým. Zatímco první prototyp již létal ve vzduchu a do konce srpna provedl na 57 letů, byl dodán druhý prototyp. Ve výrobní závodě v Saratově probíhaly pevnostní testy třetího prototypu a došlo k dokončení čtvrtého kusu. Jako velký problém při letových zkouškách se ukázala malá odolnost listů vrtulníku. Životnost listů prototypů Mi-4 byla pouhých 50 hodin. Změn doznala rovněž transmisní soustava a vrtulníky byly osazeny tlumiči pro snížení vibrací.
Sériová výroba vrtulníků Mi-4 odstartovala už v prosinci 1952, a to půl roku před koncem státních zkoušek. Zkoušky byly definitivně završeny až 28. května 1953. Největším nedostatkem sériově vyráběných vrtulníků Mi-4 byla nízká životnost listů hlavního rotoru. Listy z první série vrtulníků musely být obměňovány již po 150 hodinách provozu. Pozdější úpravy prodloužily životnost na 300 a následně i na 500 hodin, ale i to se ukázalo jako nepostačující ve srovnání s ostatními částmi vrtulníků. V roce 1957 se objevily první celokovové listy a životnost vzrostla na 600 hodin. V roce 1960 zakoupila Milova konstrukční kancelář jeden kus amerického vrtulníku Sikorsky H-34 a podle něj zřejmě zkonstruovala modernější voštinové listy hlavního rotoru, které prodloužily životnost na 2 500 hodin. Několik strojů Mi-4 havarovalo v důsledku nevhodně zpracovaného ocasního rotoru a i ten se v průběhu doby změnil za modernější.

## Výroba, úspěchy
Ve výrobním závodě ve městě Ljubercy byly vyrobeny pouze první dva prototypy, ostatní vrtulníky pocházely ze závodů v Saratově a v Kazani. Saratovský závod č. 292 do konce roku 1954 postavil 152 vrtulníků Mi-4; poté byla výroba převedena na Kazaňský vrtulníkový závod č. 387, jehož pracovníci vyrobili 3 155 kusů Mi-4. Produkce v Sovětském svazu probíhala v letech 1952–1966, celkem bylo vyrobeno 3 309 kusů Mi-4. Celkem 800 kusů bylo určeno na export. Stroje Mi-4 se tak staly prvními sovětskými vrtulníky, které se prosadily výrazněji v zahraničí. Jejich výroba v roce 1966 však neskončila, od roku 1963 probíhala licenční výroba vrtulníků Mi-4 pod označením Harbin Z-5 v Čínské lidové republice, a to až do roku 1979. V Číně tak bylo vyrobeno dalších 545 kusů.
Velký úspěch pro konstruktéry znamenalo představení vrtulníku na světové výstavě Expo 58 v roce 1958 v Bruselu a v témže roce byli ocenění také Leninovým řádem, nejvyšším vyznamenáním Sovětského svazu, jímž se dekorovaly osobnosti, jež významně přispěly k rozvoji země. Stroje Mi-4 dokázaly vytvořit také několik leteckých sovětských i světových rekordů. Například 25. dubna 1956 byl vrtulník Mi-4 schopen vynést náklad o hmotnosti 2 000 kg do výšky 6 017,5 m a s polovičním nákladem vystoupal až do výšky 6 056 m. Konstrukce a výroba vrtulníků Mi-4 vedla později k vývoji nového typu Mil Mi-8.

## Varianty

### Transportní a civilní varianty

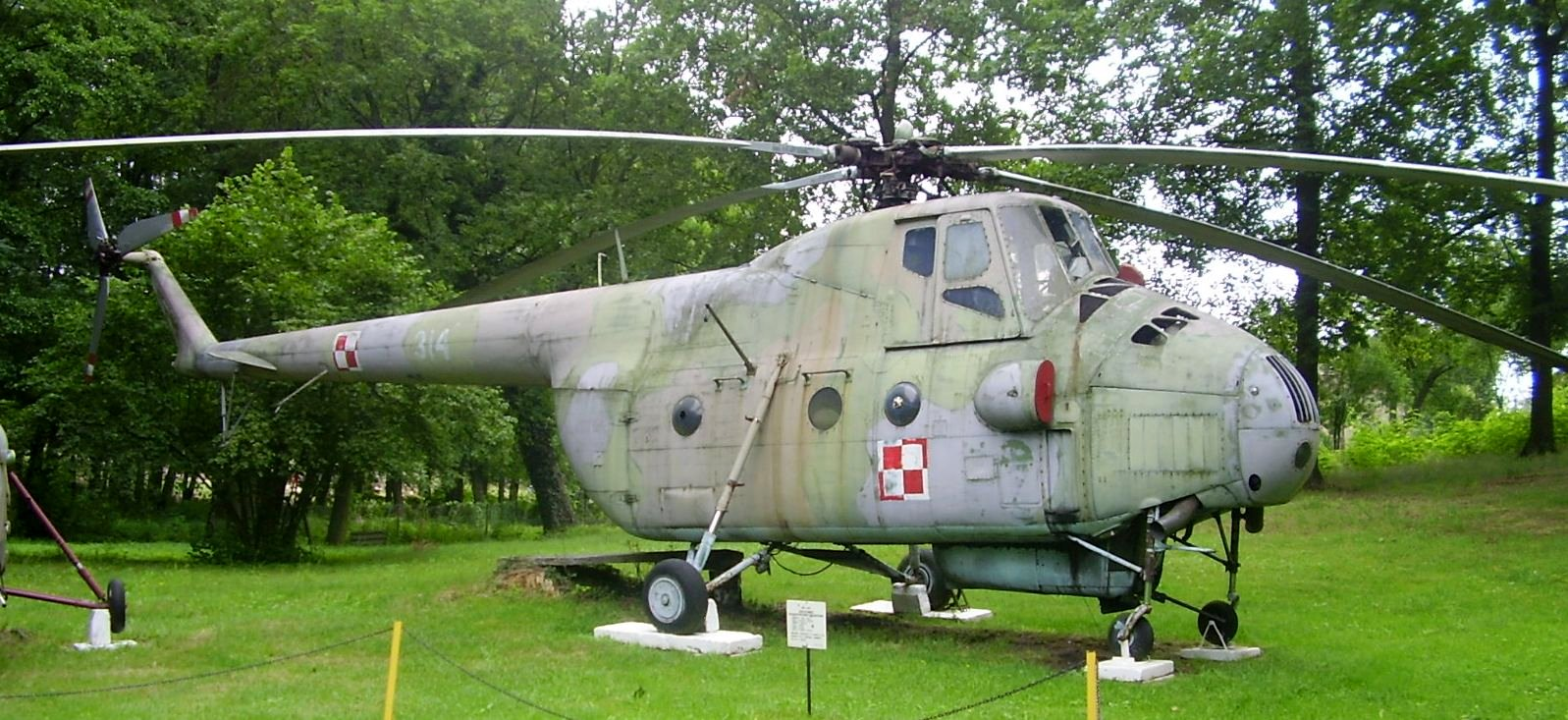
Verze Mi-4A

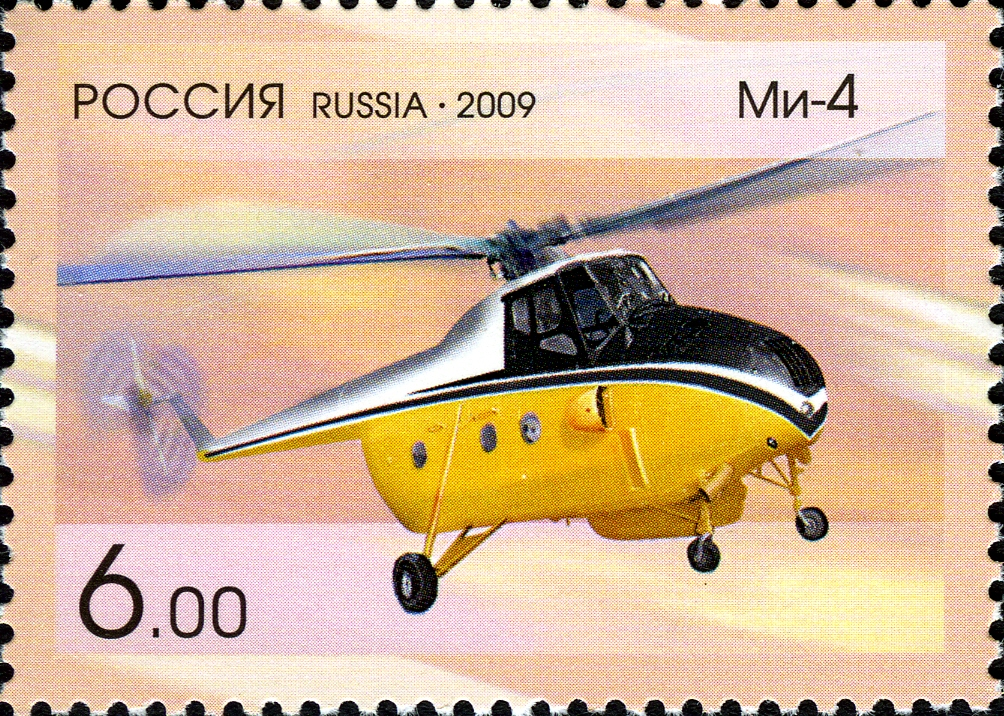
Některá z civilních variant
Mi-4 vyobrazená na ruské
poštovní známce z roku 2009

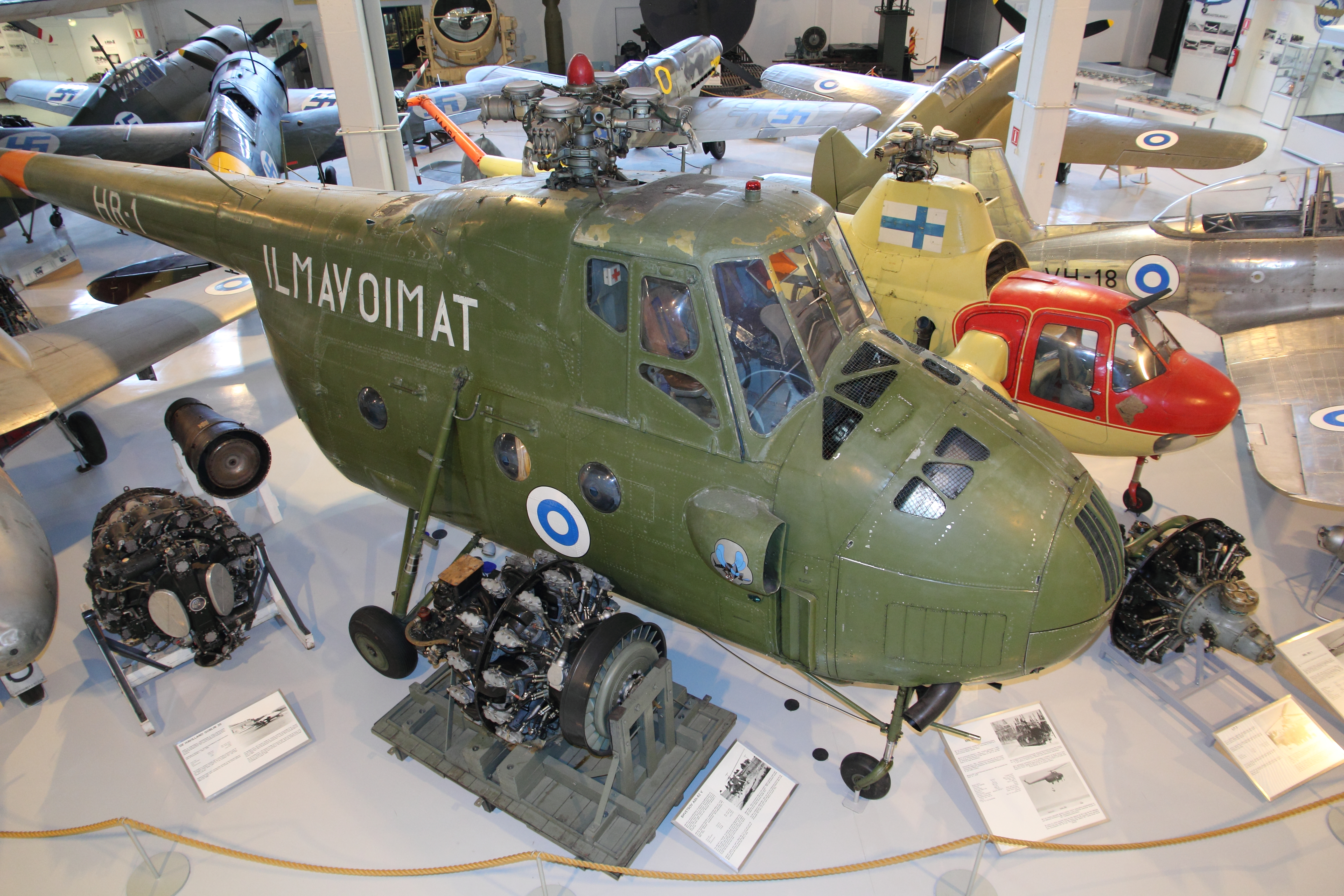
Jedna ze záchranných verzí Mi-4

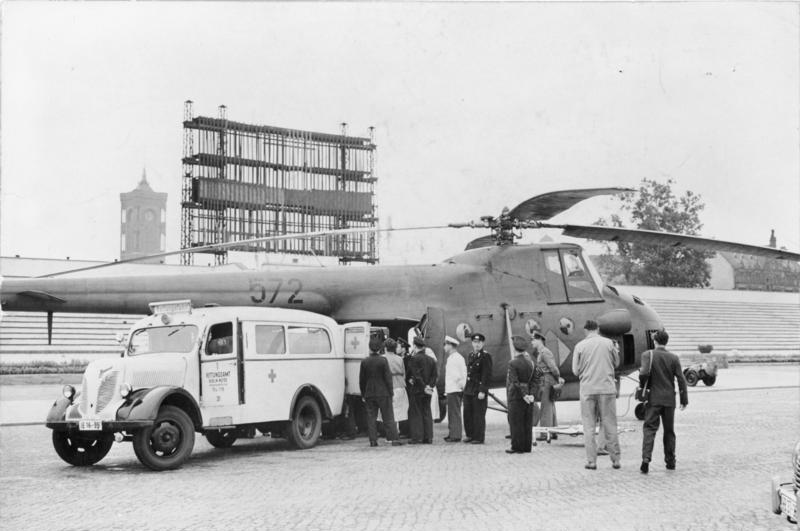
Východoněmecký vrtulník Mi-4
a překládání pacienta do sanitního vozu

Mi-4
Základní verze označená pouze jako Mi-4 se začala vyrábět po zkouškách prototypů V-12. U sériově vyráběných Mi-4 došlo k malým změnám přídě vrtulníku a také úpravám tlumičů ve srovnání s prototypovými verzemi. Stroje Mi-4 disponují v kokpitu dvojí sadou řízení a jsou schopny v podvěsu transportovat náklad o hmotnosti až 1 300 kg. Podle Stalinova příkazu jsou vrtulníky Mi-4 schopny přepravovat jeden větší osobní automobil nebo dva motocykly. Po začátku výroby se vrtulníky Mi-4 rychle prosazovaly a byly používány k rozmanitým účelům. Staly se z nich významné výsadkové helikoptéry a ve službě nahrazovaly postupně i výsadkové letouny jako Lisunov Li-2, Iljušin Il-12 nebo Iljušin Il-14. V roce 1954 proběhlo nedaleko Tušina vojenské výsadkové cvičení, jehož se zúčastnilo 36 vrtulníků Mi-4 a byli při něm vysazováni nejen vojáci, ale i automobily, motocykly, děla a další vojenská technika. Jako transportní vrtulníky se Mi-4 prosadily při zásobování odlehlých oblastí, pomáhaly při stavbě továren a průmyslových podniků a sloužily ke geologickému průzkumu. Jejich využití bylo důležité především v severských částech Sovětského svazu a v místech, kde nebylo snadné vybudovat letištní přistávací dráhu. Do služeb Sovětské armády se prosadily daleko rychleji než vrtulníky Mi-1.
Mi-4A
Nejrozšířenější verzí, jež byla vyráběna od roku 1958, byla varianta Mi-4A. Oproti základní verzi doznaly úprav některé části kabiny a elektroinstalace. Změny zaznamenalo také přístrojové vybavení. Od roku 1960 byly dodávány nové celokovové listy hlavního rotoru. Stroje dodávané Sovětské armádě mohly být vybaveny bloky UB-16-57 pro neřízenou výzbroj nebo mohly nést čtyři 100kg letecké pumy. Exportní verze Mi-4A se lišily také v další výbavě, měly například jiné radiostanice nebo druhý protisrážkový zábleskový maják. V Sovětské armádě se pak prosadila také modernizovaná varianta Mi-4ADT (A děsantnyj transportnyj, výsadkový transportní), která disponovala dalšími úpravami listů hlavního rotoru nebo stabilizátoru.
Mi-4P
Výroba civilní verze určené pro transport pasažérů započala roku 1958. První prototyp verze Mi-4P (passažirskij, pasažérský) byl vyroben již v roce 1954, jednalo se ovšem o nepříliš pozměněnou verzi vycházející ze standardní Mi-4. Příležitostí pro přepravu osob vrtulníky Mi-4 využila společnost Aeroflot. Ta používala vrtulníky k přepravě materiálu, osob, ale také pošty nebo lékařů do málo osídlených oblastí. První prototyp byl schopen transportovat osm pasažérů a 200 kg nákladu. V roce 1956 byla postavena vylepšená verze Mi-4P, která disponovala malými okny v nákladové kabině. Rovněž z vrtulníku byly odstraněny zadní nákladové dveře a kabina byla opatřena protihlukovými panely a také výkonnější vytápěcí a větrací soustavou. Roku 1957 vznikla verze pro transport deseti osob, která byla uvnitř osazena sedadly z turbovrtulového letounu Iljušin Il-18. Později byla sestavena třináctimístná verze doplněná o autopilota. Vrtulníky Mi-4P byly dodávány také jako zdravotnická verze pro přepravu až osmi pacientů a jednoho člena zdravotnického personálu. Od roku 1959 byly vrtulníky Mi-4 nasazeny na pravidelnou vnitrostátní linku mezi Baku a letoviskem Neft Daşları v Ázerbájdžánské sovětské socialistické republice. V průběhu šesti let provozu přepravily stroje Mi-4 v této oblasti na 400 tisíc pasažérů. Mimo Aeroflot byly vrtulníky Mi-4P dodávány například do Bulharska, Egypta, Indonésie, Kambodži, Korejské lidově demokratické republiky nebo do Nepálu, kde létaly ve službách tamních vzdušných sil. V Sovětském svazu pak vznikla upravená verze Mi-4VP (vojenský pasažérský), která byla vybavena polstrovanými sedadly, popelníky nebo třeba barem. Tato verze sloužila především k transportu vysokých armádních činitelů.
Mi-4S
Další modernizací verze Mi-4P vznikla salónní verze Mi-4S. Jednalo se o šestimístnou variantu určenou pro transport vysokých státních činitelů, která byla uvnitř obložena dřevem, disponovala křesly a byla vybavena minibarem a také toaletou. V roce 1962 byl jeden stroj Mi-4S předváděn v některých asijských zemích a následně si jej objednaly vládní letky Indie, Iráku a Vietnamu. Jeden kus vlastnil také král Severního Jemenu.
Mi-4L
V malém množství byly vyrobeny také vrtulníky Mi-4 v luxusní verzi, která získala označení Mi-4L. Jednalo se o verzi vybavenou obdobně jako varianta Mi-4S, navíc doplněná o výkonnou vytápěcí a klimatizační jednotku. Kromě toalety měly vrtulníky Mi-4L v zadní části kabiny také malou kuchyňku. V jednom ze strojů Mi-4L létal také Nikita Sergejevič Chruščov.
Mi-4L
V prosinci 1954 byla postavena speciální civilní verze Mi-4L (také Mi-4VL). Tyto vrtulníky sloužily k hašení lesních požárů. Pro tyto účely byly vybaveny dvěma 500l nádržemi, později jednou nádrží o objemu 1 200 l. Hasicí dělo, umístěné v gondole pod trupem, obsluhoval technik. Při hašení požárů se vrtulníky Mi-4L příliš neosvědčily, především hasicí dělo se ukázalo jako slabé a neúčinné. Později vyrobené vrtulníky tak již létaly pouze s nádržemi na vodu nebo chemická smáčedla, případně sloužily jako transportní vrtulník až pro osm hasičů.
Mi-4SCh
Od roku 1955 se v civilním sektoru uplatnilo postupně přibližně 30 kusů zemědělské varianty Mi-4SCh (podle různých pramenů byla další označení Mi-4S, Mi-4A nebo Mi-4VA). Stroje mohly sloužit jak k leteckému práškování, tak také k leteckému postřiku. V případě, že bylo třeba provádět práškování, byly vrtulníky vybaveny nádrží o objemu 1 600 l uvnitř nákladové kabiny. Pro práškování sloužily vrtulníky s nádrží pro 1 000 kg prášku. Nověji vyrobené stroje nesly nádrže na bocích trupu na místo uvnitř nákladové kabiny. Součástí výbavy byla také ráhna s rozprašovači postřiku nebo rozmetači prášku. Většina zemědělských strojů Mi-4 byla ve službě nahrazena levnějšími vrtulníky Mil Mi-1 nebo Kamov Ka-15 a později stroji Mil Mi-2 nebo Kamov Ka-26.
Mi-4SV
Od roku 1955 vznikaly vrtulníky Mi-4 určené pro službu v polárních oblastech. Standardní stroje Mi-4A nebyly pro tuto službu příliš vhodné, a tak došlo k řadě úprav, které vyhovovaly podmínkám provozu při nízkých teplotách. První verze, označená jako Mi-4Šč, získala výkonnější a odolnější akumulátory, reduktor byl opatřen novými otevíratelnými kryty, kterými k němu byla před startem vrtulníku připojena hadice s teplým vzduchem. Došlo rovněž k úpravám tepelné izolace pilotní a nákladové kabiny. Testování varianty Mi-4Šč a později modernizované verze Mi-4SV probíhalo v okolí sibiřského města Norilsk. Vrtulníky zásobovaly polární expedice zásobami a podílely se také na výstavbě polárních stanic.
Mi-4GF
Ve službách Aeroflotu se objevilo také několik strojů verze Mi-4GF (garaždanskij flot, pro civilní letectvo). Tyto vrtulníky byly téměř shodné s transportními variantami Mi-4 a Mi-4A. Některé vrtulníky nebyly vybaveny ani podtrupovou gondolou a nenesly vojenskou výzbroj. Prototyp byl dokončen v roce 1958.
Mi-4SP
V roce 1956 byla v Sovětském svazu vyvinuta záchranná verze Mi-4SP, která měla za cíl vyhledávat vojenské piloty a námořníky v moři. K vývoji vedly sovětské konstruktéry především úspěchy amerických vrtulníků Sikorsky H-19, jež se osvědčily ve válečných podmínkách k evakuaci vojáků. Vrtulníky Mi-4SP byly vybaveny palubním jeřábem o nosnosti 250 kg, nafukovacím člunem, provazovým žebříkem, záchrannými vestami, vyhledávacím radiokompasem ARK-42U a havarijními radiostanicemi AVRA-45 a RSB-5. Součástí výbavy byly také dvě přídavné palivové nádrže o objemu 500 l, které ovšem téměř zaplnily nákladovou kabinu a na další potřeby nezbylo místo. Od roku 1959 byla tato záchranná verze osazena plováky, které se při zkouškách osvědčily a stroje tak mohly přistávat na vodní hladině.
Mi-4PS
Záchranná verze Mi-4PS vznikla v roce 1958 a nesla radiolokátor Rubin-V. Stejně jako varianta Mi-4SP byly tyto vrtulníky vybaveny plováky pro přistávání na vodní hladině. Systém plováků byl v roce 1959 testován na říčních tocích v okolí města Chimki. Vrtulníky Mi-4PS spolupracovaly při záchranných akcích se stroji Mi-4SP. Jeden ze strojů doletěl na místo neštěstí, osádka shodila na vodní hladinu značkovací bóje a nejdůležitější vybavení (záchranné vesty, člun) a následně vzlétl druhý vrtulník, který vyzvedl osoby z vody.
Mi-4M
Od roku 1956 vznikala sanitní verze pod označením Mi-4M (medicinskij, lékařský). Vrtulníky byly buď produkovány jako zcela nové, nebo vznikaly přestavbou transportních verzí Mi-4 a Mi-4A.
Mi-4S
Velmi podobná sanitní verze Mi-4S (sanitarnyj, sanitní) vznikala v přibližně stejné době jako stroje Mi-4M. Pokud se jednalo o zcela nové vrtulníky, nesly označení Mi-4S, stroje vzniklé přestavbou transportních vrtulníků Mi-4A nesly označení Mi-4AS. Uvnitř nákladové kabiny bylo možno transportovat až osm ležících pacientů a jednoho člena zdravotnického personálu nebo také čtyři ležící pacienty a dva členy zdravotnického personálu. Několik vrtulníků bylo vybaveno jako plnohodnotný operační sál včetně lékařského vybavení a kyslíkových rozvodů. Tyto stroje však létaly výhradně ve službách sovětského letectva. Sanitní verze pro běžný transport pacientů provozoval také Aeroflot. Poprvé byla sanitní verze ostře nasazena v roce 1963 v Uzbecké sovětské socialistické republice, kde s ní létal šestičlenný lékařský tým. Ten se přepravoval mezi vesnicemi a zajišťoval obyvatelům lékařskou péči.

### Vojenské varianty

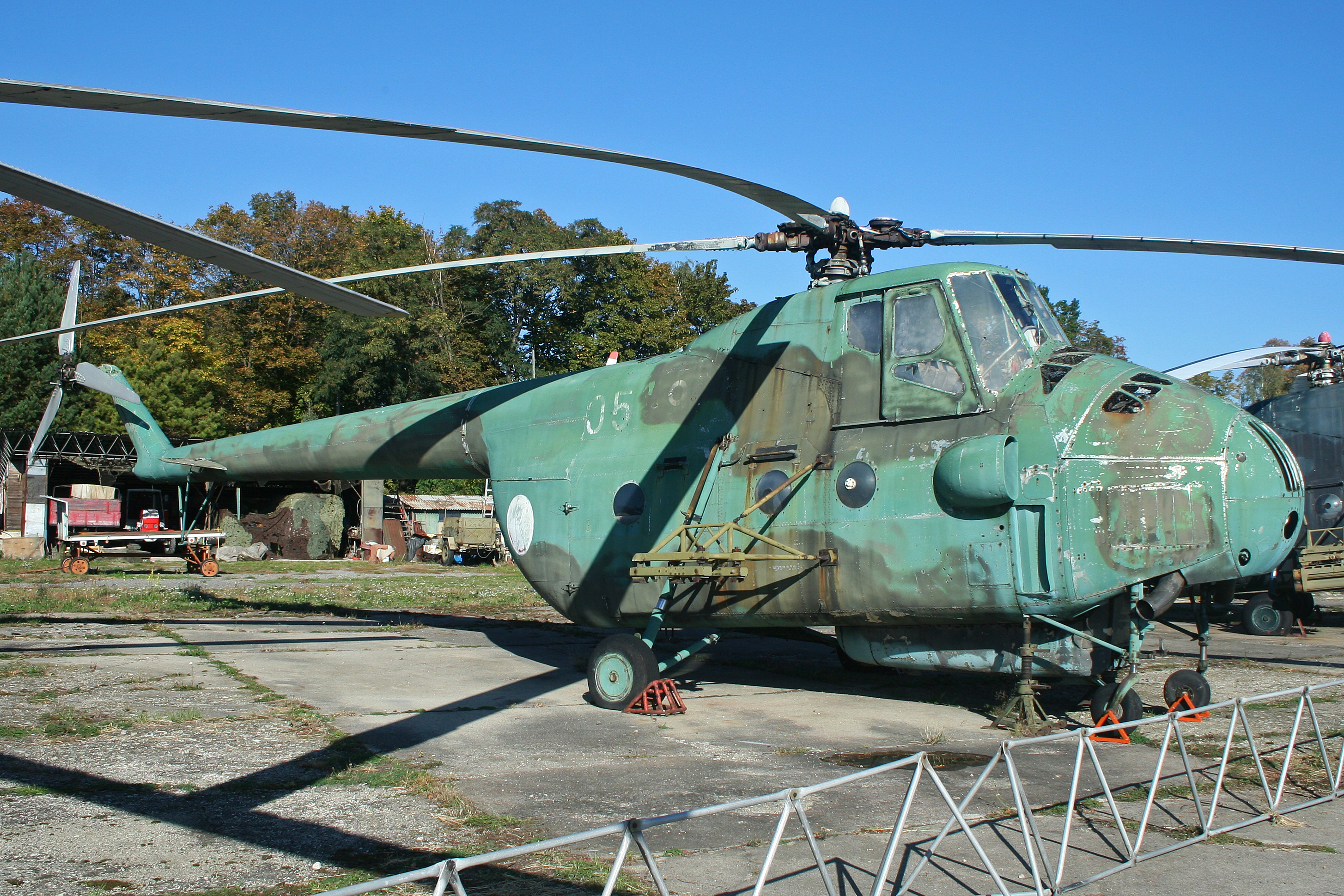
Existovaly rozmanité
vojenské verze pro různé účely

Mi-4AV
V roce 1957 byl vyroben první vojenský vyzbrojený prototyp pod označením Mi-4AV. Využít vrtulníky jako bojovou sílu pro armádu se představitelé Sovětského svazu rozhodli podle vrtulníků francouzského letectva, které byly v 50. a 60. letech využity během alžírské války. První bitevní prototyp byl osazen bloky UB-16-57UMVP pro neřízené rakety. Během testů došlo k dalšímu dozbrojení a byly doplněny kulomety a zásobníky se 100 náboji, případně mohl vrtulník nést až šest 50kg leteckých pum. I přesto, že se bitevní verze Mi-4AV vyráběla od roku 1957, oficiálně byla přijata v roce 1965, kdy bylo dokončeno testování. Roku 1965 vznikla lépe vyzbrojená varianta, která byla schopna nést těžší pumy, čtyři napalmové kontejnery o objemu 200 l, případně čtyři protitankové řízené střely 9M17M Falanga. Mezi lety 1965 až 1972 bylo postaveno více než 200 kusů Mi-4AV, ačkoliv velká části jich vznikla přestavbou transportní varianty Mi-4A. V Sovětské armádě sloužilo 185 kusů.
Mi-4B
Jedná se o vyzbrojenou bitevní variantu, která vznikla úpravami transportních Mi-4 Československou lidovou armádou. Zpočátku byla testována varianta se čtyřmi bloky UB-16-57 umístěnými po dvou blocích na stranách trupu nad sebou, ale ta se neosvědčila. Později byla testována verze s protitankovými řízenými střelami 9M14M Maljutka. Přibližně 40 kusů Mi-4, které byly přestavěny na verzi Mi-4B, bylo nakonec vybaveno protitankovými střelami JRRO-130 ráže 130 mm nebo sovětskými bloky UB-16-57UMVP a doplněny byly také fotokulomety S-13.
Mi-4PM
V roce 1959 vznikla vojenská verze určená pro shazování min na nepřátelské cíle. První prototyp pod označením Mi-4BMP-1 byl vybaven pouze obyčejnou bednou se zásobou 100 min, které byly shazovány zadními nákladovými vraty. V roce 1964 vznikla verze, jež měla instalovaný zásobník se 150 minami a žlabem, kterým byly miny vypouštěny. Pevný žlab byl později vyměněn za pohyblivý, takže osádka vrtulníku měla větší rozptyl shazovaných min. Tato verze byla označena jako Mi-4PM (postanovščik min, pokladač min). Minovací vrtulníky Mi-4 byly schopny využívat jak protipěchotní miny, tak také protitankové miny.
Mi-4TARK
Neobvyklou variantou, která v dílnách Milovy konstrukční kanceláře vznikla, bylo několik vrtulníků s označením Mi-4TARK. Jednalo se o variantu určenou k průzkumu cizího území a k navádění vojenských jednotek. Vrtulníky byly vybaveny kamerou, kterou obsluhoval operátor v nákladové kabině. Druhý operátor pak za letu vyvolával fotografie a informoval pozemní jednotky. Verze Mi-4TARK vznikla přestavbou standardních Mi-4.
Mi-4C
V Sovětském svazu bylo postaveno dvanáct kusů s označením Mi-4C. Tato varianta byla vybavena anténami pro rušení signálu a uvnitř pracovištěm pro operátora. Všechny vrtulníky Mi-4C byly umístěny na sovětských základnách v Německé demokratické republice a sloužily k monitorování a rušení signálů z rádiových zařízení NATO. V roce 1964 byla vyrobena vylepšená varianta s označením Mi-4PP, která rovněž rušila elektromagnetické záření nepřítele. Později vznikla další vylepšená verze s označením Mi-4MK.
Mi-4GR
V malém počtu vzniklo několik vrtulníků s označením Mi-4GR, jež byly vybaveny širokopásmovou retranslační stanicí pro vysílání a zaměřování signálů. Vylepšená verze z roku 1968 nese označení Mi-4R. Stroje Mi-4GR jsou charakteristické dvěma anténami po bocích trupu.
Mi-4VKP
Sovětský svaz se během studené války obával jaderného útoku. Z tohoto důvodu vznikaly vrtulníky, které měly sloužit jako velící letecké pracoviště v případě, že budou zničeny pozemní řídicí velitelství. První varianta Mi-4VKP (vozdušnyj komandnyj punkt, vzdušné velící stanoviště, také označováno jako Mi-4KK) byla vybavena sadou radiostanic a stolkem pro mapy. Pozdější verze, která nesla jiné typy radiostanic, získala označení Mi-4VPU (vozdušnyj punkt upravlenja, vzdušné stanoviště řízení, také Mi-4KU). Vrtulníky byly schopny komunikovat s pozemními řídicími stanovišti.
Mi-4UM
S příchodem modernějších vrtulníků Mil Mi-8 docházelo postupně k vyřazování strojů Mi-4 ze služeb Sovětské armády. I přesto, že řada strojů nebyla u konce plánované životnosti, několik desítek vrtulníků bylo přebudováno a sloužily jako dálkově řízený cíl. Stroje Mi-4UM (upravljajenaja mišeň, řízený cíl) tak létaly po připravené trase bez pilotů s dálkově ovládaným řízením a byly určeny jako cíle pro stíhací letouny, jiné typy vrtulníků nebo pro protiletadlové raketové komplety.
Mi-4PLO
V roce 1953 vznikla vojenská námořní verze označená jako Mi-4PLO. I přesto, že sovětské námořnictvo využívalo především vrtulníky výrobce Kamov, povedlo se do jeho služeb prosadit také vrtulníky Mi-4. Stroje byly vybaveny vyhledávacím radiolokátorem Kurs, přídavnou palivovou nádrží o objemu 500 l a echolokátorem AG-19 Kljazma. Radiolokátor Kurs disponoval dosahem 5 km. Mezi bojovou výbavu patřilo až 18 hydroakustických bójí s pumovnicí. Součástí výbavy byly také záchranné vesty a člun. Do výzbroje sovětského námořnictva byly stroje Mi-4PLO ve variantě Mi-4M (morskyj, námořní) zařazeny v roce 1954. Později vznikly další verze. V roce 1962 to byla varianta Mi-4MR s radiolokátorem Rubín, jehož dosah činil 25 km. Pro export byly určeny vrtulníky verze Mi-4ME (morskoj exportnyj, námořní exportní), které létaly například ve službách Iráku, Sýrie, Vietnamu, Indie, Německé demokratické republiky nebo Bulharska.
Vrtulníkový komplet Mi-4MO, Mi-4MS a Mi-4T
Mezi verze, jež od roku 1963 sloužily v námořnictvu, patří také vrtulníky Mi-4MO, Mi-4MS a Mi-4T. Jedná se o vrtulníkový komplet, který měl za cíl vyhledávat a ničit nepřátelské ponorky. Při vyhledávání nepřátelských cílů vrtulníky spolupracovaly. Verze Mi-4MO byla vybavena detektorem magnetických anomálií, jež nesl název Oka. Tato verze vycházela konstrukčně z námořní varianty Mi-4M. Další součást kompletu byl vrtulník verze Mi-4MS, který dokázal vyhledávat ponorky za pomoci tepelné detekce. Detektorem byl dálkový zaměřovací systém Sura, který rozpoznal tepelný rozdíl vody za kýlem lodi. Jako bitevní vrtulník pak sloužila verze Mi-4T do konce své životnosti a která mohla být vybavena čtyřmi torpédy AT-1 nebo raketami Kondor. Součástí výbavy se staly také hlubinné pumy o hmotnosti 520 kg. Vzhledem k tomu, že verze Mi-4T nebyla vybavena pátracím radiolokátorem, musel stroj spolupracovat s ostatními vrtulníky kompletu. V roce 1965 byla tato verze nahrazena lépe vyzbrojenými vrtulníky Mi-4MT a Mi-4MU.
Mi-4U
K vyhledávání nepřátelských plavidel sloužila od roku 1961 verze Mi-4U. Kromě vyhledávacího zařízení byla vybavena zařízením pro navádění ostatních typů protilodních vojenských jednotek. Verze vybavená jiným typem naváděcího zařízení nesla označení Mi-4RI.
Mi-4FV
V roce 1955 byla do služby u sovětského námořnictva zařazena varianta Mi-4FV (fotograf voditěl, fotograf naváděč, někdy také označováno jako Mi-4KV). Tato verze byla vybavena řídícím a naváděcím systémem Kvarc 49, který sloužil k navádění pobřežních plavidel. Součástí výbavy byl také fotoaparát AFA-100.
Mi-4BT
Jediný prototyp verze Mi-4BT vznikl v roce 1955 přestavbou transportní varianty Mi-4A. Vrtulník sloužil k odminovávání, proto byl vybaven vlečným odminovávacím zařízením, jež bylo zavěšeno v zadní části trupu. Stroj Mi-4BT nenesl žádnou výzbroj a v letech 1956 a 1957 na něm byly testovány plováky pro přistávání na vodní hladině.

### Prototypy a projekty
Mi-4AP
Do služby byl v roce 1955 zařazen jeden kus označený jako Mi-4AP. Ten byl vybaven jako první vrtulník v Sovětském svazu autopilotem AP-5, který byl převzat z letounu. Konstruktéři se pokoušeli zjistit, zda autopilot z letadla může být vhodný i pro vrtulník. Výsledky zkoušek však nebyly příliš úspěšné, což vedlo k vývoji samostatného vrtulníkového autopilota. Tím se stal typ AP-31, který byl později instalován do vrtulníků po generálních opravách. Od roku 1964 byl pak autopilot nahrazován modernějším AP-34.
Mi-4RP
Při prvotních testech vrtulníků Mi-4 se jako největší problém ukázaly listy hlavního rotoru, které musely být po několika desítkách nebo stovkách letových hodin obměněny. Vrtulník, který měl nové listy hlavního rotoru určené až pro 500 letových hodin, získal označení Mi-4RP (resursnyj pjastsotnyj, pětisethodinový).
Mi-4RŠ
Prototyp s novými listy hlavního rotoru, které měly mít životnost 600 hodin (resursnyj šesťsotnyj, šestisethodinový).
Mi-4PG
Prototyp Mi-4PG (také Mi-4K) byl jeden kus nákladního transportního vrtulníku, jehož cílem bylo zkoušet transport břemen v podvěsu. Vrtulníky, které dříve transportovaly břemena určená pro montáž nebo stavbu, byly vybaveny zachycovacím postrojem upevněným mezi koly na podvozku. Tento způsob uchycení se však neukázal jako příliš vhodný, a tak konstruktéři testovali nový hák upevněný na jednom místě podvozku.
Mi-4N
V roce 1956 byl postaven prototyp Mi-4N (nočnoj, noční), při jehož testech měly být odzkoušeny brýle pro noční vidění ONV-1. Ty měly být následně použity v armádě pro transport vojáků v nočních hodinách. Nejprve došlo k úpravám interiéru, aby piloti neměli příliš osvětlenou palubní desku a ostatní přístroje. Poté následovaly nejprve pozemní zkoušky a následně také zkušební lety. Piloti si během zkoušek stěžovali na příliš nízkou kvalitu obrazu, a proto byla tato varianta později zavrhnuta.

## Licenční výroba v Číně

### Harbin Z-5

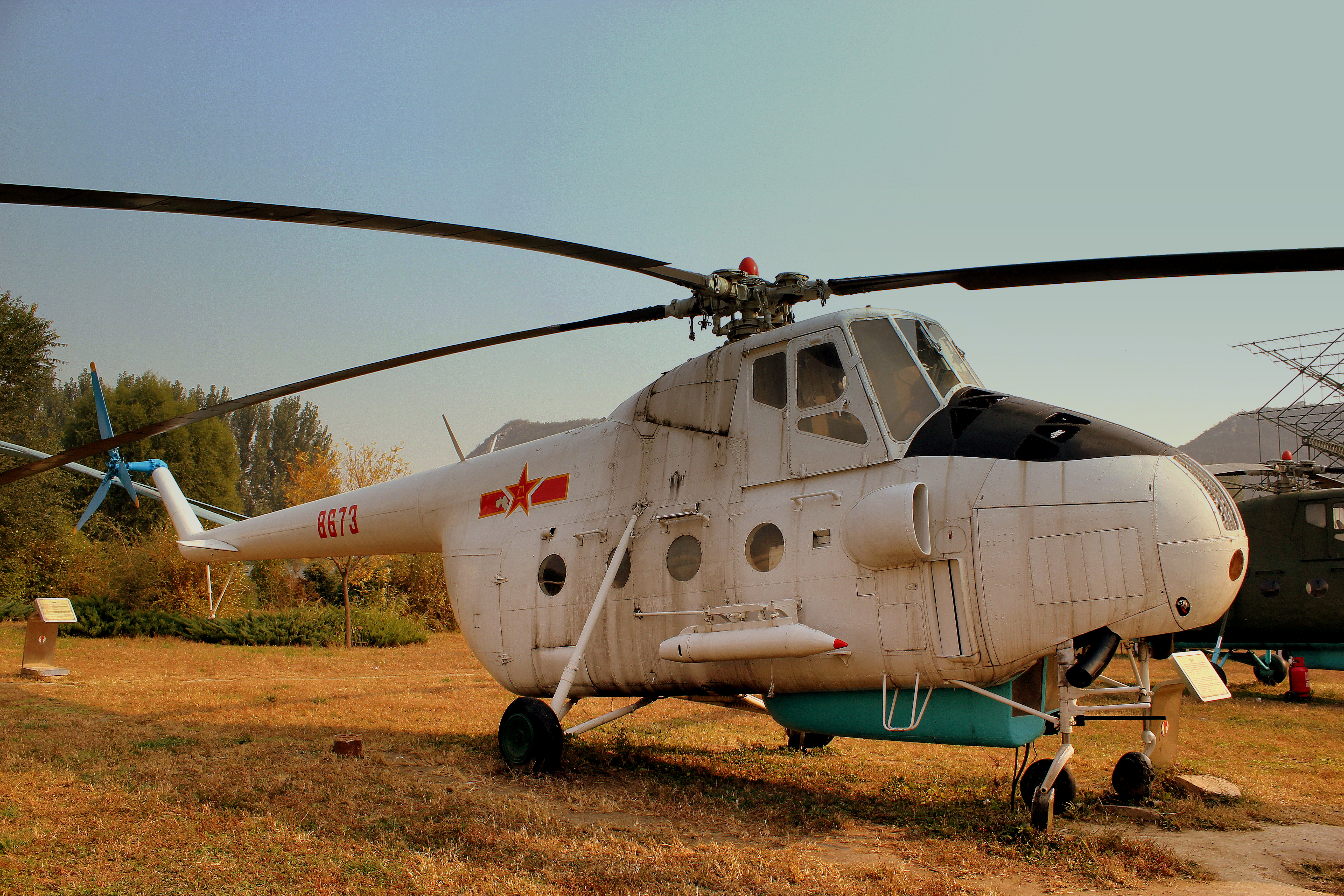
Licenčně vyráběný
vrtulník Harbin Z-5

Právo na licenční výrobu vrtulníků Mi-4 získala také Čínská lidová republika. Čína v různých průmyslových odvětvích zaostávala a aby se přiblížila vyspělým zemím, nakoupila technologie. V roce 1959 získal výrobní závod v Charbinu technickou dokumentaci k výrobě. Zdejší závod měl se spuštěním výroby problémy a první ryze čínský licenční Mi-4 pod označením Harbin Z-5 vzlétl až 20. srpna 1963. Již v prosinci 1959 vzlétl Mi-4 vyrobený na území Čínské lidové republiky, ale ten byl sestrojen ze sovětských dílů. Představitelé čínské vlády se se Sovětským svazem dohodli také na licenční výrobě hvězdicových motorů Švecov AŠ-82V, jež zde získaly označení HS-7. Čínské vrtulníky Harbin Z-5 se v průběhu let dočkaly řady vylepšení, existovaly zde různé varianty především pro vojenské letectvo, ale také pro civilní účely. Zatímco vrtulníky Mi-4 byly v Sovětském svazu produkovány jen do roku 1966, výroba čínských strojů Harbin Z-5 skončila až v roce 1979. Celkem zde bylo vyrobeno 545 kusů.

### Harbin Z-6
V Čínské lidové republice se v roce 1966 zrodil projekt nového vrtulníku Harbin Z-6, který vycházel konstrukčně z vrtulníku Z-5, ale byl osazen jedním turbohřídelovým motorem Wozhou WZ-5 s výkonem 1 618 kW. Tím došlo také k řadě úprav na draku stroje i k modernizaci dalších prvků. Vrtulník disponoval doletem 650 km a oproti vrtulníkům Z-5 se snížily také vibrace. Prototyp vzlétl poprvé 15. prosince 1969, další se pak vznesl 25. prosince téhož roku. V srpnu 1972 došlo k havárii jednoho vrtulníku Z-6, při které zahynulo šest osob. Při vyšetřování se došlo k závěru, že motor má konstrukční vady. Ty byly sice rychle odstraněny, ale celý projekt výroby vrtulníků Z-6 byl nakonec ukončen. Konstruktéři si uvědomovali, že nemohou konkurovat novým sovětským dvoumotorovým vrtulníkům Mil Mi-8. Celkově bylo postaveno pouze 15 kusů.

## Konstrukce Mi-4

### Trup

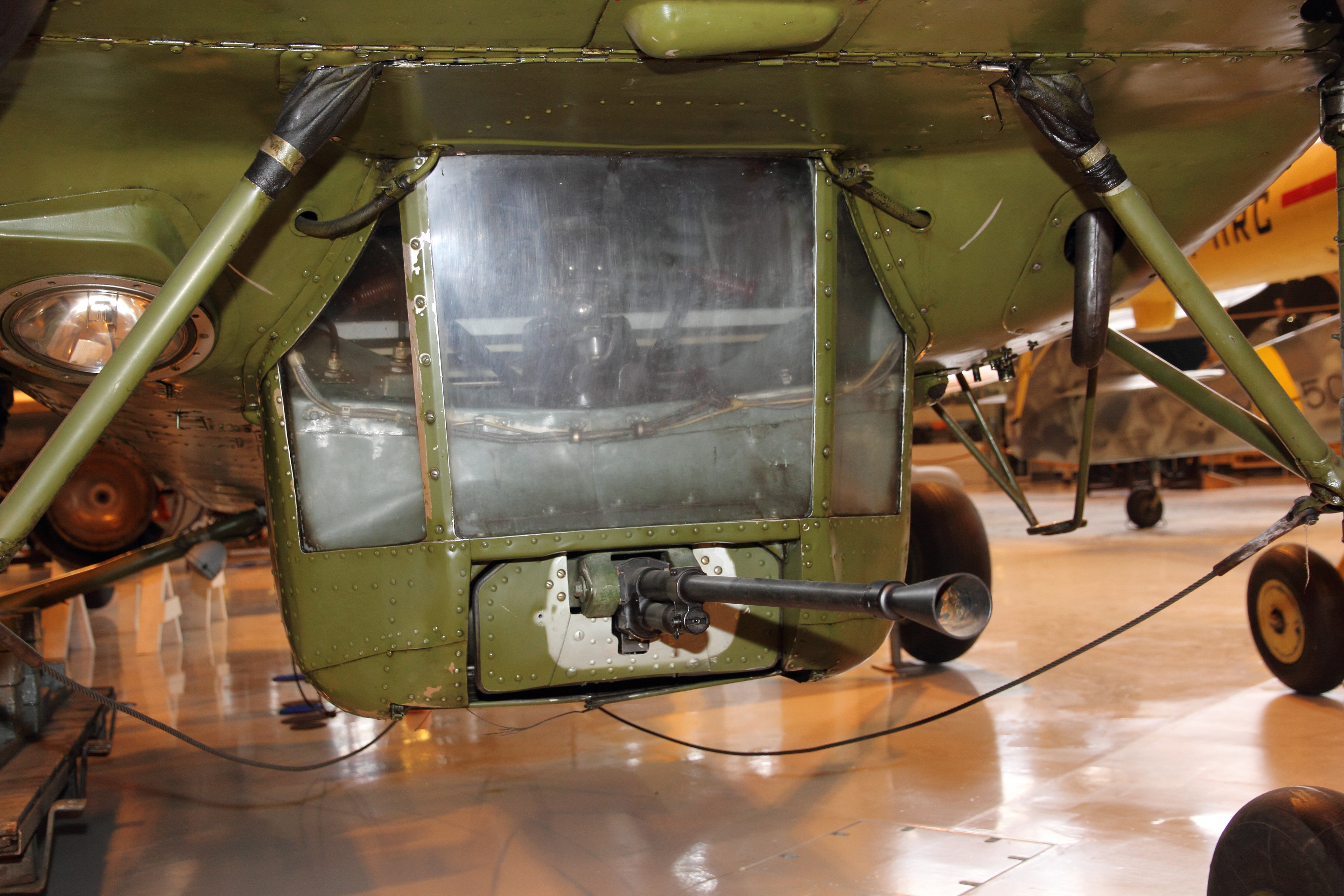
Podtrupová gondola

Z konstrukčního hlediska lze vrtulníky Mi-4 rozdělit na tři samostatné části, a to samotný trup, dále ocasní nosník a kýlový nosník. Všechny části jsou zkonstruovány v celokovovém provedení.
V přední části trupu se nachází čtrnáctiválcový hvězdicový motor Švecov AŠ-82V. Kryty motoru jsou opatřeny ventilačními otvory a vstupy pro vzduch. Za motorovou částí se nachází pilotní kabina. V kokpitu sedí pilot vlevo, druhý pilot pak na pravé straně. Pokud byl součástí osádky palubní technik, mohl obsadit třetí místo v kokpitu za pravým sedadlem, obvykle ale seděl v nákladové kabině. Do pilotní kabiny bylo možno nastoupit bočními dveřmi nebo z nákladové kabiny po žebříku. Pod pilotní kabinou v přední části stroje se u většiny vojenských vrtulníků nacházela gondola určená pro střelce. Ta disponovala nouzovými dveřmi v podlaze. Za kokpitem se nachází část s reduktorem, palivovou nádrží a dalšími nezbytnými součástmi vrtulníku. Nákladová kabina o souhrnném objemu 16 m³ dokázala pojmout v závislosti na konfiguraci 11 plně vyzbrojených vojáků nebo až 15 pasažérů. Mimo osob dokázaly vrtulníky Mi-4 transportovat až 1 250 kg nákladu v nákladové kabině nebo 1 300 kg v podvěsu. Nástup do ní byl možný bočními dveřmi na levé straně trupu nebo zadními nákladovými dvoukřídlými vraty. Na nákladovou kabinu plynule navazuje úzký ocasní nosník, který dále přechází v kýlový nosník.

### Podvozek
Vrtulníky Mi-4 jsou opatřeny podvozkem se čtyřmi koly. Podvozek je tvořen třemi vzpěrami s olejopneumatickými tlumiči. Ty sestávají z 2,4 l oleje a 3,5 l stlačeného vzduchu. Přední kola, jež není možno brzdit, mají rozměry 400×150 mm. Rozměry zadních brzděných kol činí 700×250 mm. Všechna kola jsou opatřena pneumatikami. U některých variant jsou krytá aerodynamickými plechy. Přední kola je možno natáčet, což slouží k pojezdu vrtulníku po letištní dráze. Některé vrtulníky Mi-4 byly osazeny plováky pro přistávání na vodní hladině.

### Motory a rotory

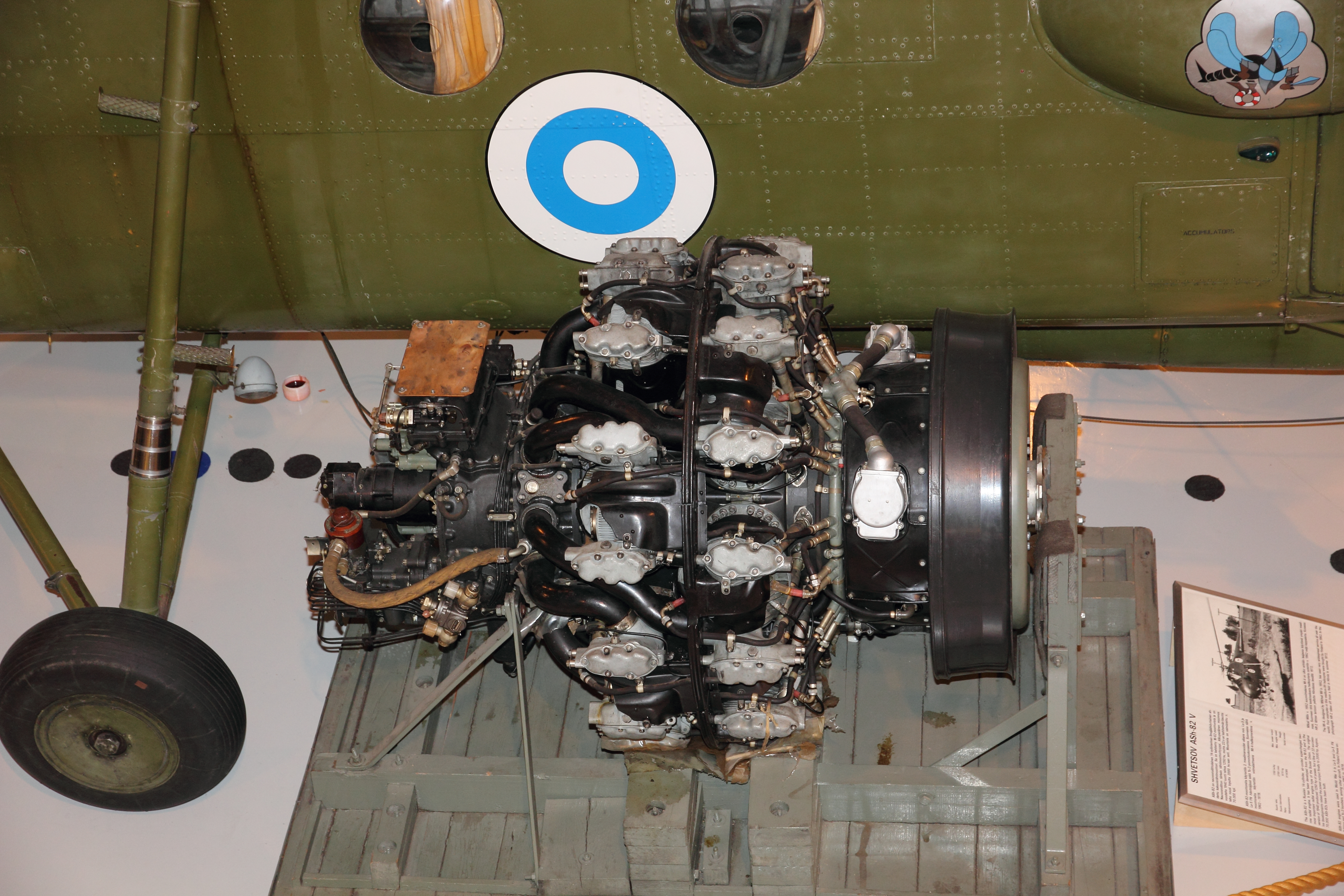
Čtrnáctiválcový dvouhvězdicový motor Švecov AŠ-82V

Stroje Mi-4 disponují jedním čtrnáctiválcovým dvouhvězdicovým motorem Švecov AŠ-82. Tento typ motoru byl používán u řady dalších sovětských letounů, například u typů Lavočkin La-5, Iljušin Il-12 nebo Iljušin Il-14. Pro využití u vrtulníků byly motory vybaveny axiálním ventilátorem pro chlazení motoru a také spojkou pro pozvolný start motoru. Takto upravený motor nesl označení AŠ-82V (Vrtulníkový), v originále АШ-82В (вертолетный). Spuštění motoru zajišťoval startér označovaný SKD-2V. Startér bylo možno spustit také ručně otáčením kliky. Motor je uložen v přídi vrtulníku a je kryt plechy s ventilačními otvory a průduchy. Palivo je transportováno k motoru z palivové nádrže přes regulátor směsi RS-24V a čerpadlo s označením NV-82V.
Za motorem následuje hřídel, která přenáší výkon k reduktoru R-5. Reduktor o hmotnosti 475 kg je opatřen samostatným olejovým okruhem a tvoří důležitou součást transmisní soustavy. Za hlavním reduktorem následuje hřídel přenášející výkon k vloženému reduktoru, který jej dále transformuje až ke koncovému reduktoru. Koncový reduktor tvoří součást ocasního vyrovnávacího rotoru. Zde se počet otáček pohybuje na hodnotě 1 042 otáček za minutu. Součástí transmisní soustavy je také spojka a brzda hlavního nosného rotoru.
Vrtulníky Mi-4 jsou opatřeny pravotočivým čtyřlistým hlavním nosným rotorem. Listy rotoru byly zpočátku smíšené konstrukce, takže byly sestaveny z ocelového nosníku a dřevěných žeber. Tyto listy byly vybaveny odmrazovací soustavou. Později vyráběné vrtulníky disponovaly celokovovými voštinovými listy s elektrickými topnými články. Pohyb listů ve všech směrech zajišťují klouby umístěné v rotorové hlavě. Hmotnost jednoho listu smíšené konstrukce činí 130 kg.
Ocasní vyrovnávací rotor je taktéž třílistý. Ten slouží k redukci krouticího momentu a k ovládání směru vrtulníku při letu. Listy vyrovnávacího rotoru byly smíšené konstrukce s kovovými a dřevěnými částmi.

### Řídící a ovládací systémy

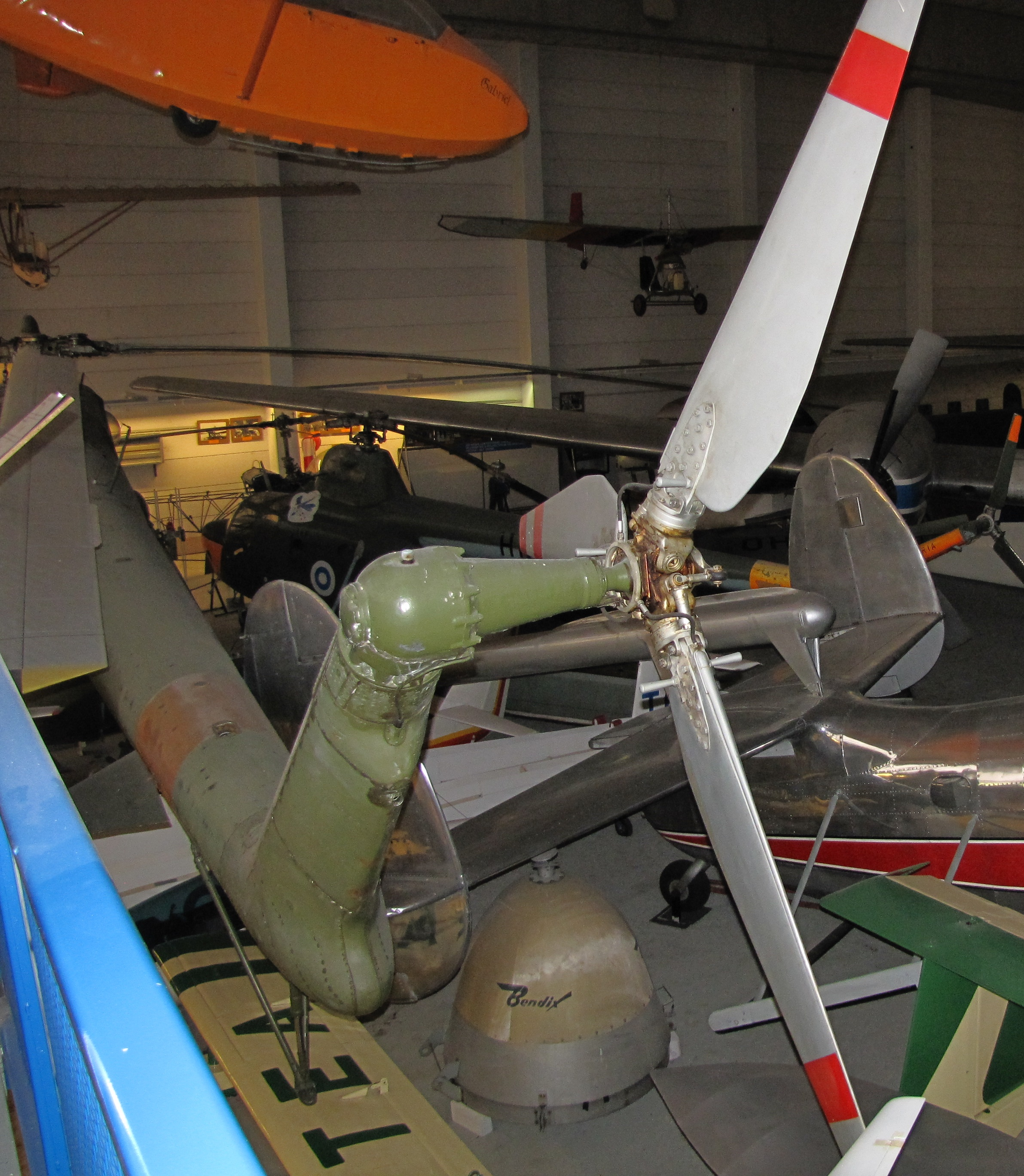
Vyrovnávací rotor stroje Mi-4

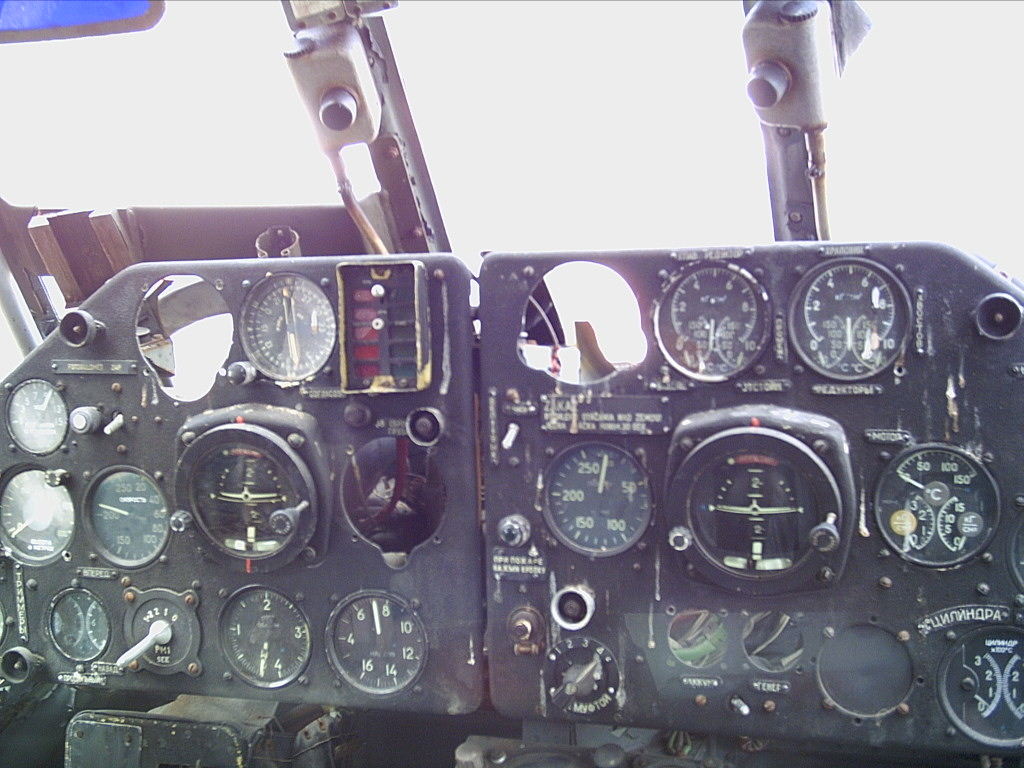
Přístrojová deska vrtulníku Mi-4

Vrtulníky Mi-4 je možno při letu ovládat ze dvou pilotních míst. Stroje byly vybaveny buď dvojí sadou řídících prvků, nebo jednou sadou, která byla dostupná pro obě sedadla v kokpitu. K řízení a ovládání vrtulníku slouží cyklická páka řízení, kolektivní páka a pedály pro ovládání ocasního vyrovnávacího rotoru. Součástí řídících prvků jsou také páky pro ovládání spojky motoru a rotorovou brzdu. Pilot má možnost nastavit stabilizátor ocasního rotoru. Důležitou součástí strojů Mi-4 jsou posilovače řízení, jejichž různé typy byly v průběhu výroby používány. U starších vrtulníků to byly typy BU-9V a BU-9AM, později byly používány hydraulické posilovače BU-10Š nebo BU-10P. Pro přenos výkonu pak slouží řídicí blok RA-10.
Řídicí blok RA-10 a posilovače řízení jsou zásobovány hydraulickou kapalinou z hydraulického systému. Ten sestává z hlavního a záložního hydraulického okruhu. Součástí systému jsou dvě hydraulické pumpy, tři akumulátory, dva tlakoměry a signalizátory plnění. Systém pracuje s hydraulickou kapalinou označovanou AMG-10. V případě výpadku hlavního okruhu dojde k aktivaci záložního okruhu automaticky.
Palivový systém tvoří palivová nádrž o objemu 960 až 1 000 l, která má charakter gumotextilního vaku umístěného nad nákladovou kabinou, dále palivové rozvody s filtry a kohoutky. Součástí systému je také třílitrová tlaková láhev plněná oxidem uhličitým, jež zabraňuje vzniku požáru. Řada vrtulníků Mi-4 byla pro delší dolet vybavena jednou nebo dvěma přídavnými nádržemi o objemu 500 l, které se nacházely v pilotní kabině. Elektrické pumpy sloužily k čerpání paliva z přídavných nádrží.
V nohách podvozku jsou uloženy dvě láhve se stlačeným vzduchem o objemu 3,5 l, které slouží k brzdění kol vrtulníku a k napínání kulometu v podvozkové gondole. Vzduchový systém je složen z reduktoru RV-50, filtru a čističe, ventilů, rozvodů, manometru a vyrovnávací láhve v gondole a pracuje s tlakem 5 MPa.
Elektrická palubní soustava strojů Mi-4 pracuje se stejnosměrným napětím 28,5 V. V přední části vrtulníku jsou uloženy dva akumulátory s kapacitou 30 Ah. Elektrický proud je při letu do systému dodáván generátorem GSR-300 nebo GSR-750. Motor je spouštěn za pomoci 28 zapalovacích svíček.
Důležitou součástí konstrukce je protipožární systém. V motorovém prostoru se nachází tři rozstřikovací okruhy, které v případě vypuknutí požáru zajišťují bezpečnost stroje a osádky. Po stranách motoru je umístěno osm čidel pro detekci požáru. K hašení slouží dvě osmilitrové tlakové láhve plněné oxidem uhličitým. Protipožární soustava se aktivuje při teplotě motoru 140 až 160 °C. Vypouštěcí ventily tlakových lahví jsou elektricky vyhřívány, aby nedošlo k jejich zamrznutí.
K udržování vhodné teploty uvnitř stroje slouží vytápěcí a ventilační soustava. Ta se skládá z benzínového spalovacího ohřívače BO-50 a dvou ventilátorů DV-1 pro zajištění cirkulace studeného vzduchu.
Protinámrazový systém zabraňuje vzniku námrazy na listech hlavního rotoru a na čelních sklech. Starší listy rotoru byly opatřeny kapalinovým systémem, který pracoval s roztokem líhu a glycerínu. Ten byl protinámrazovému systému dodáván z nádrže o objemu 57 až 60 l. Součástí systémů bylo čerpadlo, rozvody, kohoutky a filtry. Novější celokovové voštinové listy disponovaly elektrickými vytápěcími články, jež byly napájeny z generátoru GSR-750. Čelní sklo vrtulníku bylo odmrazováno za pomoci roztoku líhu a glycerínu.
Součástí avionického vybavení je sada přístrojů a ukazatelů na palubní desce. Pro let je nezbytný radiokompas ARK-5 a radiovýškoměr RV-2. Ke komunikaci byla využívána čtyřkanálová radiostanice RSIU-3M nebo R-800. Některé vrtulníky byly opatřeny také dodatečnou radiostanicí. Uvnitř stroje se osádka dorozumívala pomocí interkomu SPU-2 nebo SPU-7. Některé verze vrtulníků využívaly i jiné typy komunikačních prostředků.

## Vrtulníky Mi-4 ve světě

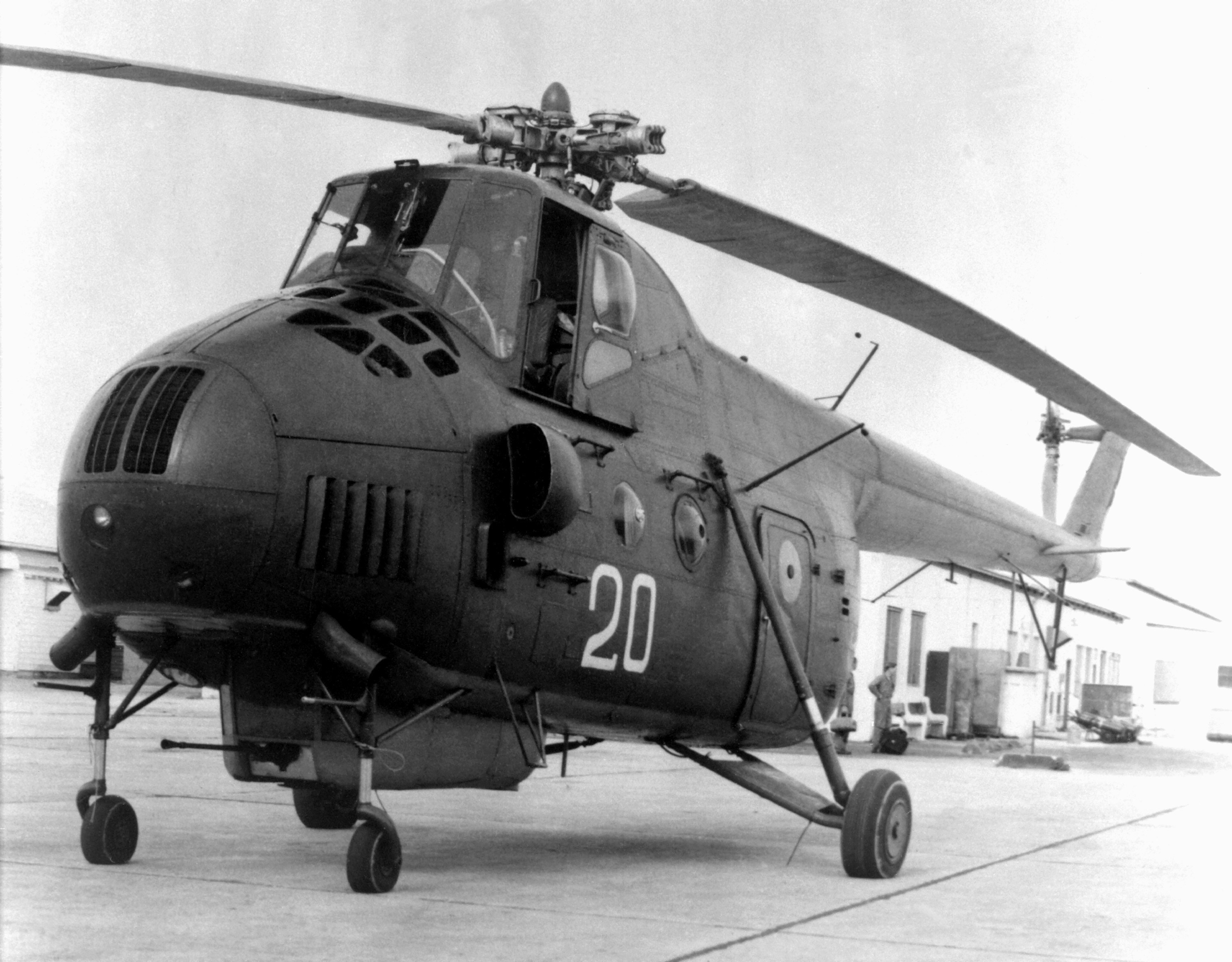
Sovětské vrtulníky Mi-4 se účastnily například bojů v zátoce Sviní na Kubě

Od počátku výroby se vrtulníky Mi-4 staly úspěšnými stroji především v armádních službách. Zatímco dříve bylo obvyklé, že výsadky vojáků probíhaly za pomocí letounů, později k tomuto účelu sloužily vrtulníky. Ty zajišťovaly výsadky vojáků mnohem přesněji. Sériová výroba vrtulníků započala v roce 1952 a v roce 1955 povolila Komunistická strana Sovětského svazu exportovat stroje do zahraničí. Prvním zahraničním zákazníkem se stala Maďarská lidová republika, v pořadí druhou zemí, do které byly vrtulníky Mi-4 exportovány, bylo Československo. Vůbec největšími zahraničními odběrateli vrtulníků Mi-4 byla Čínská lidová republika, Indie a právě Československo. I přesto, že ve většině zemí sloužily vrtulníky v armádních nebo policejních letkách, našly se i státy, kde vrtulníky sloužily v civilním letectví. Mimo zemí Varšavské smlouvy se tak objevil jeden stroj Mi-4 například ve Španělsku a jeden kus rovněž v Rakousku.

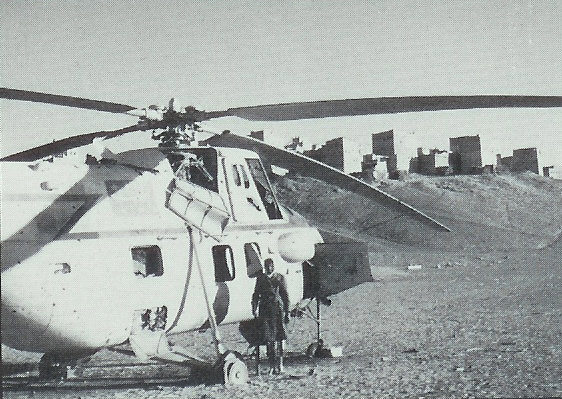
Vrtulník Mi-4 během
ozbrojeného konfliktu mezi
Jižním a Severním Jemenem

Vrtulníky Mi-4 hrály důležitou roli v několika vnitrostátních i mezinárodních konfliktech. K vůbec prvnímu nasazení vojenských Mi-4 došlo v roce 1956 při okupaci Maďarska sovětskými vojsky. V roce 1968 se několik vrtulníků Mi-4 účastnilo také invaze vojsk Varšavské smlouvy do Československa. K prvnímu ostrému bojovému nasazení vrtulníků Mi-4 došlo v roce 1961 v indickém spolkovém státě Goa, který Indie obsadila. Vrtulníky zde svedly několik bojů proti portugalské armádě. Indická armáda využila stroje Mi-4 také v bojích proti Východnímu Pákistánu (dnes Bangladéši). K dalšímu bojovému nasazení ve světě došlo při konfliktech mezi Severním a Jižním Jemenem. Důležitou roli sehrály vrtulníky Mi-4 v barvách Egypta, Jordánska a Sýrie během šestidenní války proti Izraeli. Při obsazení Sinajského poloostrova zničily vrtulníky několik izraelských tanků, následně byla však řada strojů Mi-4 sestřelena izraelskou protileteckou obranou nebo bitevními letouny. Řada vrtulníků Mi-4 byla nasazena před invazí sovětských vojsk do Afghánistánu proti povstaleckým mudžahedínům. S příchodem modernějších vrtulníků Mil Mi-8 se však jejich úkoly postupně snižovaly. Zatímco v řadě zemí Východního bloku byly stroje Mi-4 postupně nahrazovány modernějšími vrtulníky Mi-8, dostávaly se mnohé vrtulníky Mi-4 do afrických zemí, kde sloužily u armády. Jejich bojové nasazení je známo například z Guineje-Bissau nebo v letech 1977 a 1978 bojovaly také v etiopsko-somálské válce. V roce 1961 byly vrtulníky Mi-4 nasazeny také proti americkým vojákům při invazi v zátoce Sviní na Kubě. Kromě kubánských strojů zde sloužily také sovětské vrtulníky Mi-4.
Většina vrtulníků Mi-4 byla z civilních i vojenských služeb vyřazována v 80. letech a v některých zemích v první polovině 90. let. Stroje byly tou dobou již konstrukčně zastaralé a nesplňovaly požadavky na moderní technologie. V řade zemí Východního bloku pak byly nahrazovány ve službě modernějšími stroji Mil Mi-8. Jedinou výjimku tvořily albánské vzdušné síly, kde vrtulníky Mi-4 létaly až do roku 2004. Zde sloužilo jak velké množství strojů Mi-4, tak také vysoký počet čínských licenčních vrtulníků Harbin Z-5. Od roku 2004 již vrtulníky Mi-4 pravděpodobně nikde na světě nelétají.

## Vrtulníky Mi-4 v Československu
První vrtulníky Mi-4 byly do Československa dodány v roce 1956. Celkem bylo do Československa v průběhu let dodáno okolo 160 kusů, drtivá většina sloužila v Československé lidové armádě.

### U armády
Do roku 1956 prováděly většinu činností ve službách Československé lidové armády různé typy kluzáků. Ty již nebyly dostačující a řada jich byla poškozená po silné vichřici, která zasáhla Československo v roce 1956. Z tohoto důvodu bylo rozhodnuto o zařazení vrtulníků do služeb armády. Obdobný postoj o zařazování vrtulníků panoval také v dalších zemích Východního bloku. Do Československa doletělo prvních osm vrtulníků Mi-4 v březnu nebo květnu 1956 a zanedlouho přibyly další dva stroje. Dodané vrtulníky nedisponovaly žádným označením. Tou dobou v Československu neexistovali piloti, kteří by byli schopni stroje pilotovat, a tak byly vrtulníky na nějakou dobu odstaveny a nebyly hned od počátku zařazeny do služby. O několik měsíců později dorazili sovětští instruktoři a přeškolili několik československých pilotů na řízení vrtulníků. Výcvik probíhal několik hodin denně, obvykle až do večerních hodin. Po zkouškách, jejichž součástí byly také lety v noci nebo transporty těžkých břemen v podvěsu, mohlo několik pilotů zaškolovat další nové vojáky. Většina zkušebních letů probíhala mezi Prahou a Mělníkem, Roudnicí nad Labem nebo Kralupy nad Vltavou. Ačkoliv se vrtulníky osvědčily jako vhodná náhrada kluzáků, vyskytovaly se problémy s rotorovými listy a došlo také k několika haváriím.

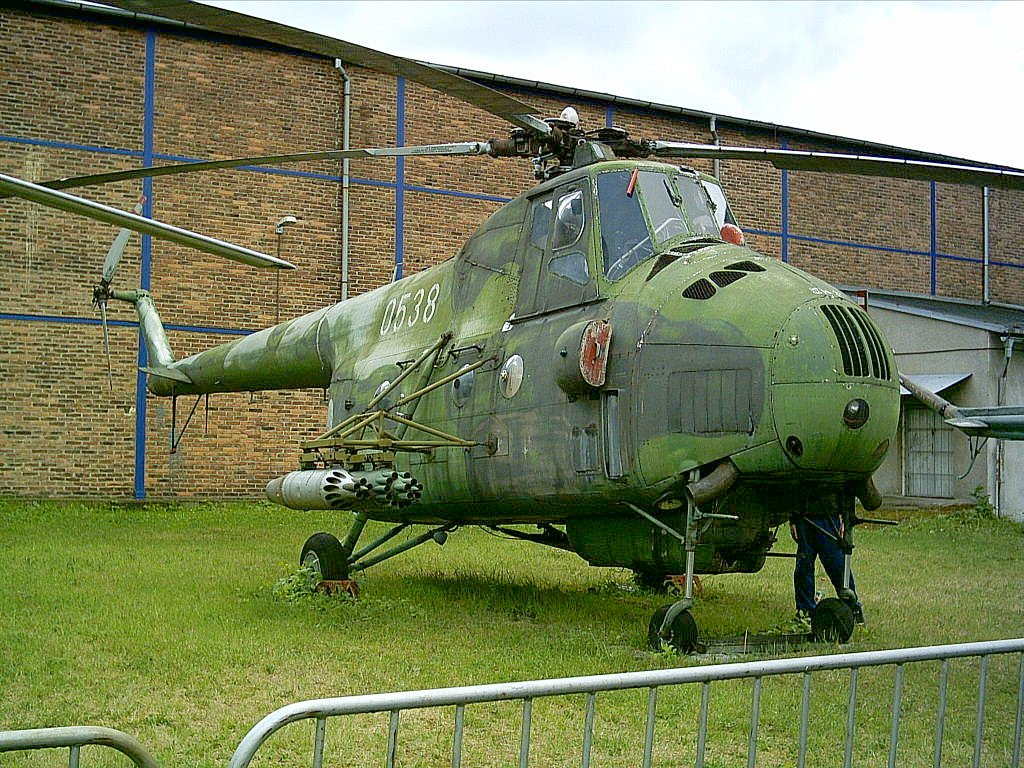
Mi-4 Československé lidové armády

Od roku 1956 po maďarském povstání monitorovaly tři československé vrtulníky Mi-4 státní hranici mezi Československem a Maďarskem. V průběhu 60. a 70. let se vrtulníky staly významnou součástí československého letectva a plnily řadu úkolů. Ačkoliv není znám přesný počet dodaných Mi-4 do Československa, armáda provozovala okolo 155 až 160 kusů. Podle dobových fotografií lze však nalézt vrtulníky až s 200 různými označeními. Některé vrtulníky byly přestavěny na bojovou verzi Mi-4B. Během služby se vrtulníky často představovaly na různých leteckých dnech, kde prováděli vojáci výsadky nebo za sebou vrtulník táhl větroň. Kromě těchto činností se podílely také na záchranných akcích. Téměř výhradně však vrtulníky transportovaly vojáky, zatímco civilisty jen ojediněle. Jako důležitý záchranný prostředek se pak ukázaly při povodních nebo při transportu popálených dělníků po explozi továrny v Pardubicích. Dalším z úkolů bylo například hašení požárů.
I přesto, že téměř všechny dodané vrtulníky sloužily u armády, prováděly často také úkoly v rámci civilního letectví. Mezi nejvýznamnější patří stavebně montážní činnosti nebo transport materiálu nebo osob. Vrtulníky Mi-4 se podílely na výstavbě mnoha staveb jako jsou vysílače, stožáry vysokého napětí, věže pro průzkum geologického podloží a další.
Poslední nové vrtulníky získala Československá lidová armáda v roce 1964. Do služby se však následně prosazovaly modernější vrtulníky Mil Mi-8, a tak k dalšímu nákupu vrtulníků Mi-4 již nedocházelo. Od první poloviny 80. let byly vrtulníky postupně ze služby vyřazovány. Poslední let vrtulníku Mi-4 na území Československa proběhl 14. dubna 1986. Některé stroje Mi-4 byly umístěny do muzeí nebo jsou součástí soukromých sbírek.

### V policejním letectvu
V roce 1953 vznikl v tehdejší Československé republice policejní letecký útvar s názvem Letecký oddíl Ministerstva vnitra. Tou dobou provozoval útvar ve službách pouze několik poválečných letounů a první vrtulník byl do služby zařazen v roce 1960. Jednalo se o lehký typ Mil Mi-1. O rok později získal oddíl první vrtulník Mi-4 registrační značky OK-BYL, následující rok byly dodány dva kusy s imatrikulacemi OK-BYN a OK-BYM. Mezi hlavní úkoly patřil transport osob nebo nákladu a také vzdušná podpora pozemních jednotek. Policejní vrtulníky také monitorovaly dopravu a podílely se na monitorování velkých událostí jako například Závodu míru a dalších. Kromě toho transportovaly vyšetřovatele na místa činu nebo pronásledovaly pachatele trestné činnosti. Mezi zajímavosti pak patří zásobovací lety pro jednotky Pohraniční stráže na Šumavě. Vrtulník registrační značky OK-BYL ukončil činnost u oddílu v roce 1965 a oba další stroje ukončily činnost v roce 1973. Všechny vrtulníky přešly následně do služeb Československé lidové armády, kde sloužily do konce plánované životnosti. Stroje Mi-4 byly ve službě postupně nahrazeny modernějšími vrtulníky Mil Mi-8 a Mil Mi-2.

### V civilním letectví
V roce 1961 byl z Československých aerolinií vyčleněn státní podnik Agrolet, jež ve stejném roce získal od armády dva vrtulníky Mi-4. Ty následně získaly civilní imatrikulační značky OK-OVE a OK-OVF. Stroje sloužily převážně pro stavebně montážní činnosti, podílely se například na výstavbě lanovky nedaleko Ejpovic, na transportu a upevňování antén nebo na přepravě barokních soch ze zámku v Peruci. Stroje nezřídka přepravovaly břemena v podvěsu. V roce 1966 došlo k havárii vrtulníku registrační značky OK-OVE a ten byl následně vyřazen. Jako náhradu získal podnik stroj Mi-4 s imatrikulační značkou OK-RKA. Ten byl však již v roce 1967 vyřazen. Poslední stroj Mi-4 tak následně přešel do služeb nově vzniklého státního podniku Slov-Air a roku 1974 byl vyřazen.

## Uživatelé
Vrtulníky Mi-4 se v různých zemích světa podílely také na činnostech v civilním letectví a často sloužily v policejních letkách, ale nejvíce byly nasazovány pro potřeby armádních letů.

### Vojenští uživatelé
Následující seznam zahrnuje vojenské uživatele. Od roku 2004 nejsou vrtulníky Mi-4 využívány v žádném vojenském letectvu.
| Afghánistán - Afghánské vzdušné síly Albánie - Albánské vzdušné síly Alžírsko - Alžírské letectvo Angola Barma Bhútán Bangladéš - Bangladéšské letectvo Bulharsko - Bulharské letectvo - Bulharské námořnictvo Burkina Faso Československo - Československé letectvo Čínská lidová republika - Letectvo Čínské lidové republiky Egypt - Egyptské vojenské letectvo Etiopie Finsko - Finské letectvo Ghana | Guinea-Bissau Indie - Indické letectvo Indonésie - Indonéské letectvo Irák - Irácké letectvo Jižní Jemen Jordánsko Jugoslávie - Jugoslávské letectvo Kambodža - Kambodžské královské letectvo Kamerun Khmerská republika - Khmerské letectvo Kuba - Kubánské revoluční vojenské letectvo Maďarsko - Maďarské letectvo Mali - Malijské letectvo Mongolsko Mosambik | Německá demokratická republika - Luftstreitkräfte der NVA Nepál Pákistán Polsko - Polské letectvo - Polské námořnictvo Rumunsko - Rumunské letectvo Severní Jemen Severní Korea - Letectvo Korejské lidové armády Sierra Leone Somálsko - Somálské letectvo Sovětský svaz - Sovětské letectvo - Sovětské námořnictvo Spojené arabské emiráty Súdán - Súdánské letectvo Sýrie - Syrské arabské vzdušné síly Uganda Vietnam - Vietnamské lidové vzdušné síly |

## Specifikace (Mi-4A)

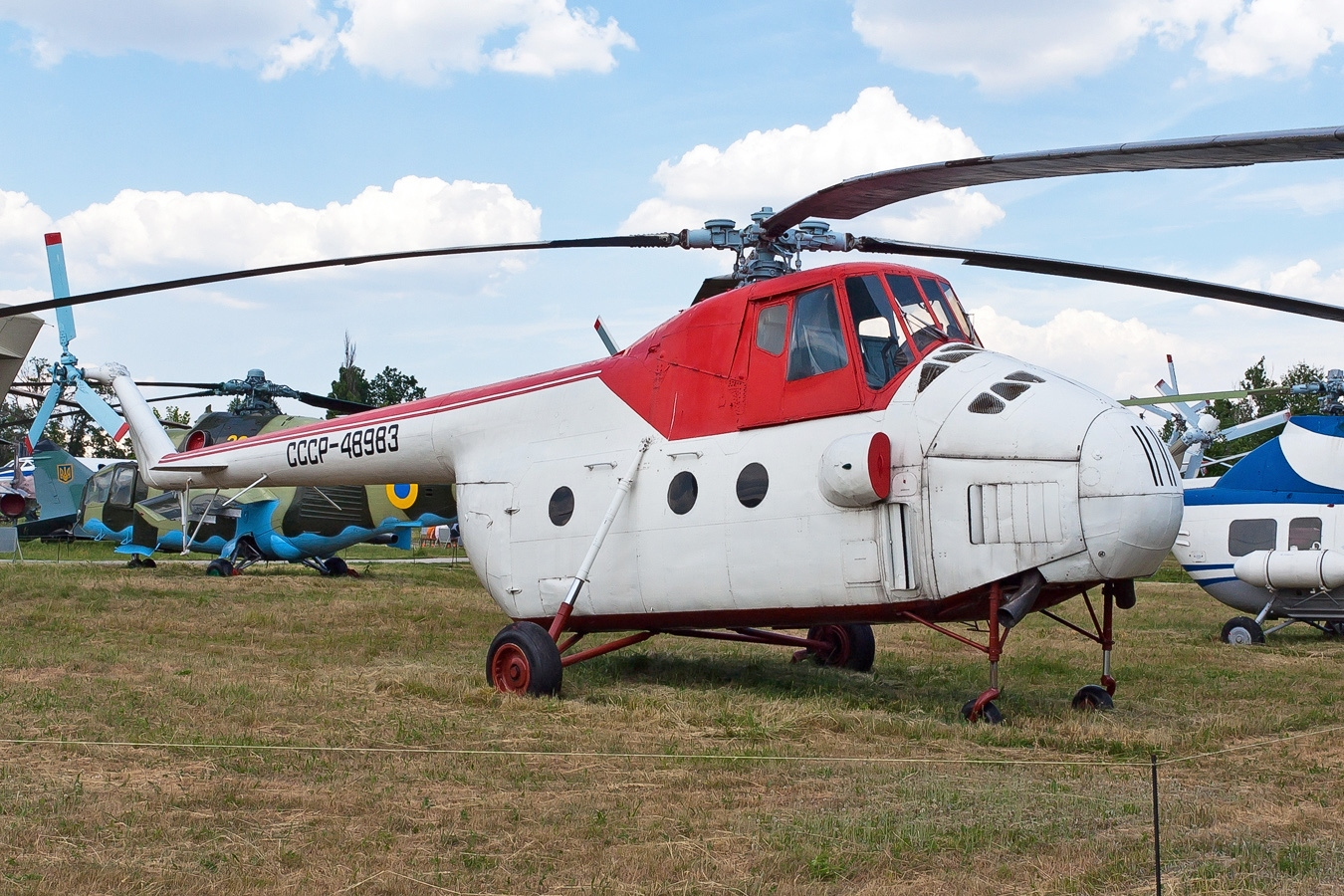
Civilní varianta Mi-4A

Data podle publikace Víceúčelový vrtulník Mi-4.

### Technické údaje
- Posádka: 1 nebo 2 piloti
- Délka s otáčejícími se rotory: 25,015 m
- Délka trupu: 16,79 m
- Výška trupu: 4,40 m
- Délka nákladové kabiny: 4,15 m
- Šířka nákladové kabiny: 1,78 m
- Výška nákladové kabiny: 1,80 m
- Průměr nosného rotoru: 21,0 m
- Průměr vyrovnávacího rotoru: 3,60 m
- Rozpětí stabilizátoru: 1,84 m
- Prázdná hmotnost: 5 413 kg
- Maximální vzletová hmotnost: 7 800 kg
- Pohonná jednotka: 1× čtrnáctiválcový dvouhvězdicový motor Švecov AŠ-82V o výkonu 1 250 kW

### Výkony
- Maximální rychlost: 185 km/h
- Cestovní rychlost: 140 km/h
- Statický dostup: 1 250 m
- Dynamický dostup: 5 500 m
- Dolet: 425 km s tolerancí 25 km
- Dolet s přídavnou nádrží: 650 km
- Vytrvalost: 2 h 55 min